# Gebiedsbombardement
Een gebiedsbombardement of oppervlaktebombardement is de naam voor de Britse tactiek gebruikt in de Tweede Wereldoorlog vanaf begin 1942 om het strategisch bommenwerpersoffensief tegen Duitsland verder te zetten door hele steden te vernietigen.
Eind 1941 realiseerden de Britten zich dat hun precisiebombardementen bij nacht zo onnauwkeurig waren, dat doelen zelden geraakt werden. Aangezien de Duitse luchtverdediging te sterk was kon men niet overschakelen op dagbombardementen, en omdat het strategisch bommenwerpersoffensief op dat moment het enige middel was waarmee men de oorlog naar Duitse bodem kon brengen, besloot men toch verder te gaan met dit offensief, maar met een andere tactiek. Voortaan zou men steden bombarderen, die zodanig groot zijn dat zelfs bij onnauwkeurig bombarderen de meeste bommen op de stad zouden vallen. Daarbij werd niet langer de industrie geviseerd, maar de woongebieden. De bommen kwamen dus verspreid over een groot gebied neer, vandaar dat de Britten eufemistisch van ‘area bombing’ spraken. De Duitsers noemden dit een ‘Flächenbombardement’ of ‘Terrorbombardierung’. Bij een gebiedsbombardement is het de bedoeling om de stad door vuur te verwoesten, niet door explosies. Daartoe wordt een uitgebalanceerde bommenlading gebruikt van grote hoeveelheden kleine brandbommen, luchtmijnen en hoogexplosieve bommen al of niet met tijdsontsteking.
Een gebiedsbombardement onderscheidt zich van een tapijtbombardement doordat er een doelmarkering plaatsvindt, zodat alle vliegtuigen op hetzelfde punt richten. Waar men bij een tapijtbombardement ernaar streeft om elk deel van het doelgebied met dezelfde intensiteit te bestoken, is het de onnauwkeurigheid van het bombarderen bij nacht dat ervoor zorgt dat de bommen over een groot gebied verspreid worden. Een gebiedsbombardement vindt bij nacht plaats, terwijl tactische tapijtbombardementen overdag plaatsvinden, om de afbakening van het doelgebied te kunnen respecteren. Aangezien 's nachts niet in formatie gevlogen kan worden, valt elk vliegtuig individueel het doel aan en is een goede doelmarkering essentieel voor een gebiedsbombardement. Bij het evolueren van de tactiek van gebiedsbombardementen stond het verbeteren van doelmarkering centraal en doelmarkering werd een specialiteit voor een specifieke tak van Bomber Command, de Pathfinders.

## Oorsprong
Eind 1941 was het strategisch luchtoffensief van Bomber Command tegen de Duitse industrie stopgezet nadat duidelijk geworden was dat de Engelse bommenwerpers de nodige precisie misten om hun doelen te kunnen raken. De Duitse luchtverdediging en meer bepaald de nachtjacht begon een steeds grotere tol te eisen en er werd overwogen om het strategisch luchtoffensief stop te zetten. Maar het luchtvaart ministerie stelde zijn hoop op de nieuwe zware, viermotorige bommenwerpers en nieuwe navigatiemiddelen zoals radar en Gee om toch door te zetten. Men zag af van precisiebombardementen, het vernietigen van steden werd het doel van luchtaanvallen.

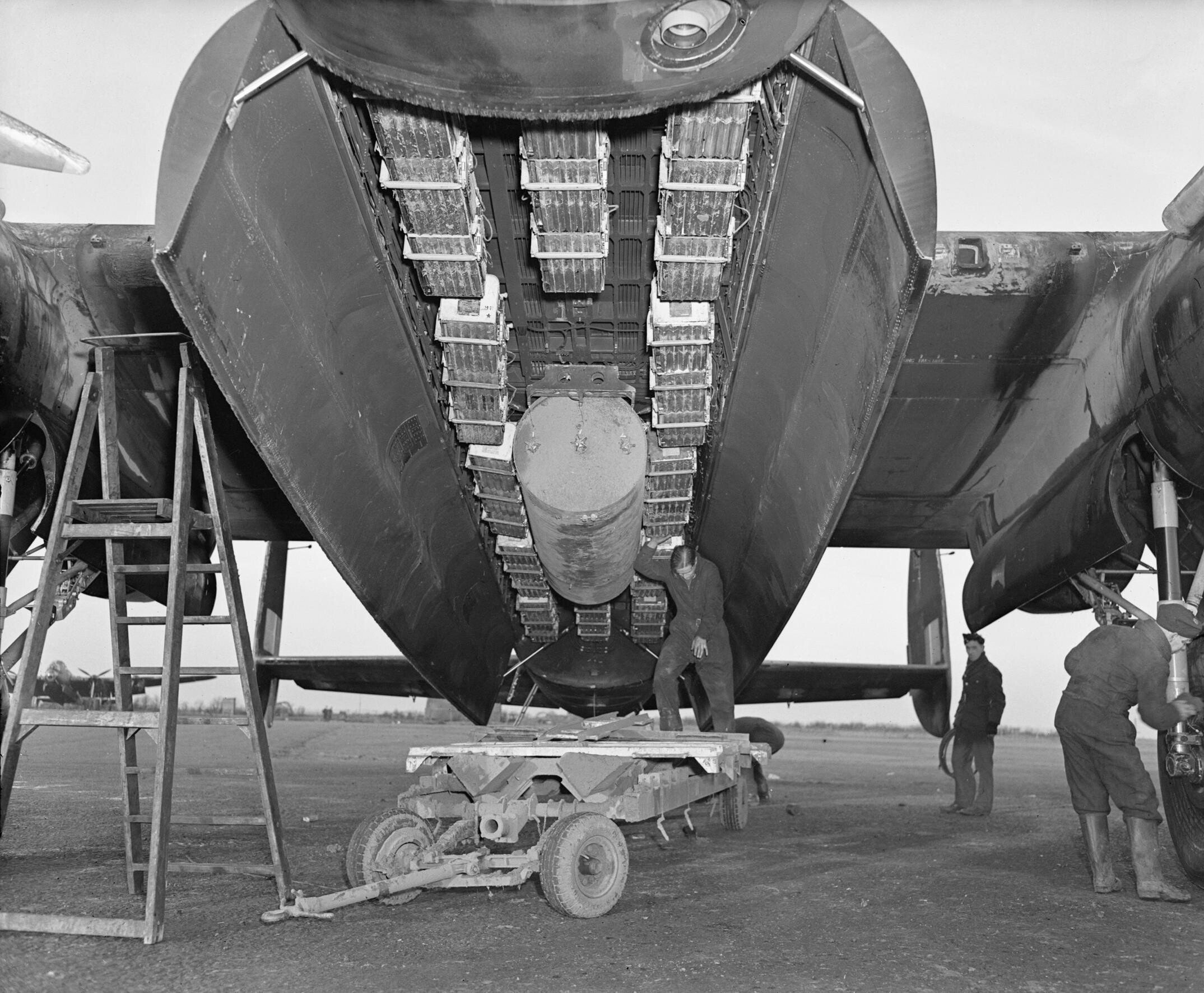
Een Avro Lancaster toont zijn bommenruim met daarin een 4000 pond Cookie en 12 clusters met elk 236 4 ponds brandbommen

## Techniek
De verandering in tactiek gebeurde op het moment dat Arthur Harris als nieuwe bevelhebber van Bomber Command aangesteld werd. Harris implementeerde direct enkele operationele veranderingen. Vooreerst werden aanvallen veel geconcentreerder. In plaats van meerdere doelwitten gedurende heel de nacht aan te vallen, werden alle bommenwerpers naar één doelwit gestuurd en kregen ze een beperkt tijdsvenster om te bombarderen. Bommenwerpers wierpen boven het doel lichtfakkels af om anderen te helpen het doel te vinden. Om Duitse steden te vernietigen werd ook de bommenlast aangepast: een stad kon niet door bommen vernietigd worden maar wel door vuur. Bij een typische aanval werden in het begin veel hoogexplosieve bommen afgeworpen om straten zoveel mogelijk te blokkeren met puin en kraters, daarna volgende meer schokgolf bommen en brandbommen. De schokgolf bommen werden door de Britten 'Blockbusters' of 'Cookies' genoemd en door de Duitsers 'Luftminen'. Deze bommen wogen 2000 tot 12000 pond en ontploften boven de huizen om met hun drukgolf vensters te breken en daken weg te blazen, zodat de brandbommen binnen in de huizen vielen en er genoeg zuurstof was om felle branden te veroorzaken. Brandbommen wogen maar enkele kilogram en een bommenwerper kon er honderden van meenemen. De Britten gebruikten twee types van brandbommen : het eerste type was een magnesium brandbom van vier pond, het tweede woog dertig pond en bevatte vijf kilo witte fosfor. De bedoeling van de zwaardere brandbom was dat hij door alle verdiepingen heen zou vallen en op de benedenverdieping zou ontbranden en zo het huis volledig zou uitbranden. De witte fosfor was heel moeilijk te blussen en veroorzaakte zware brandwonden.
Tot dan toe vlogen Britse bommenwerpers 's nachts elke individueel naar hun doel. Een piloot besliste zelf over zijn vluchtroute en tijdstip voor de aanval. Tijdens een nacht werden ook meerdere doelen aangevallen. Om een stad effectiever te kunnen bombarderen, voerde Harris een principe van concentratie in : alle vliegtuigen werden naar hetzelfde doel gestuurd, en kregen opdracht om binnen een tijdsvenster van twee uur of minder bombarderen. Daarbij werd het risico op botsingen boven het doel afgewogen tegen het voordeel van samen te kunnen gebruikmaken van de doelmarkering. Ook de Duitse verdediging kreeg het door deze concentratie moeilijker om branden op tijd te blussen en om bommenwerpers te onderscheppen.

## Evolutie
Ook bij gebiedsbombardementen bleef het probleem bestaan om het doel te vinden en te bombarderen. De techniek bleef in gebruik tot het einde van de oorlog, maar er vonden voortdurend innovaties plaats om de doelmarkering te verbeteren.
- In mei werd het principe van de 'bommenwerpersstroom' geïntroduceerd: alle toestellen moesten dezelfde route volgen, met dezelfde snelheid. Het tijdsvenster boven het doel werd ook steeds kleiner gemaakt. Daardoor nam de concentratie nog toe. In 1942 gebruikten de Duitse nachtjagers een tactiek waarbij ze in zones opereerden, geleid door een vluchtleidingsofficier op de grond bij een radarstation. Door samen snel door dezelfde zones te vliegen, werden ook de kansen gereduceerd voor Duitse nachtjagers om onderscheppingen uit te voeren.[15]
- Op 17 augustus 1942 werd de Pathfinder Force  opgericht. Deze groep bestond in het begin uit vier eskaders. De bedoeling was dat deze eskaders zich zouden specialiseren in tactieken om het doel te vinden. Hun effect in het begin was klein:  ze konden niet veel meer doen dan lichtkogels om het doel te verlichten in de hoop dat dit andere bemanningen kon helpen.[16]
- Lichtkogels waren niet effectief genoeg. In plaats daarvan vulde men een Cookie met fosfor en ander pyrotechnisch materiaal.[17] Deze werden als Target indicator afgeworpen en konden zowel in de lucht ontbranden of op de grond. Verschillende kleuren werden gebruikt, om een onderscheid te kunnen maken tussen de eerste afgeworpen lichtkogels die het minst accuraat waren, en deze die later als correctie afgeworpen werden.
- Op 20 december 1942 werd Oboe in gebruik genomen. Met Oboe kon een vliegtuig blind en accuraat bombarderen. Hiermee konden dus heel precies markeringsbommen konden afgeworpen worden. De actieradius van Oboe was heel beperkt, maar kon gebruikt worden voor doelwitten in de Ruhr industriegebied.[18]
- In januari 1943 kwamen nog betere 'target indicators'. Dit waren gewone 250 ponds bommen die gevuld waren met vuurwerk.[19]

## Navolging
Ook de Amerikanen kenden gelijkaardige problemen bij hun bombardementen op Japan.  Nadat precisiebombardementen bij dag weinig resultaat opleverden, ging men over op nachtelijke gebiedsbombardementen op steden.

## Geschiedenis
De eerste aanval die volgens de strategie van het Area Bombing Directive werd uitgevoerd was het bombardement van Lübeck van 29 maart 1942. Deze werd gevolgd door diverse bombardementen op het Ruhrgebied. In de nacht van 30 op 31 mei 1942 werd de stad Keulen aangevallen met 1000 Britse bommenwerpers. Van 24 juli tot 3 augustus 1943 werd Hamburg gebombardeerd. Hierbij werden op grote schaal brandbommen ingezet en ontstond een vuurstorm. Er vielen hierbij naar schatting 42.000 doden. De campagne met gebiedsbombardementen op Duitse steden werd stopgezet eind maart 1944 wegens de noodzakelijke deelname van Bomber Command aan de voorbereidingen van de invasie in Normandië. Pas in september 1944 werd Bomber Command weer vrijgegeven voor een herneming van het strategisch luchtoffensief tegen Duitsland. Maar nu was de expliciete opdracht om terug te focussen op het uitschakelen van de industrie, en specifiek de olie industrie. Dit was zeer tegen de zin van Harris, die bij elke gelegenheid toch de gebiedsbombardementen tegen Duitsland hernam. Bomber Command groeide nu zo snel aan dat Harris zowel de industrie als de Duitse steden kon bombarderen, en in de laatste negen maanden werden nog vele Duitse steden verwoest.
De Britse luchtaanval met het hoogste percentage slachtoffers was het bombardement op de stad Pforzheim op 23 februari 1945, waar bij een aanval van 22 minuten ruim 30% van de bevolking om het leven kwam. In totaal kwamen door Britse bombardementen in Duitsland tussen de 420.000 en 570.000 mensen om het leven. Ook de verliezen van de RAF waren hoog. Van de 125.000 ingezette militairen sneuvelden er 55.000.